# La Divina Providencia, Oaxaca
La Divina Providencia är en ort i Mexiko.   Den ligger i kommunen San Martín Peras och delstaten Oaxaca, i den sydöstra delen av landet, 230 km söder om huvudstaden Mexico City. La Divina Providencia ligger 1 952 meter över havet och antalet invånare är 126.
Terrängen runt La Divina Providencia är huvudsakligen kuperad, men åt sydväst är den bergig. Runt La Divina Providencia är det glesbefolkat, med 19 invånare per kvadratkilometer. Närmaste större samhälle är San Vicente Zoyatlán, 15,5 km söder om La Divina Providencia. I omgivningarna runt La Divina Providencia växer huvudsakligen savannskog.